# Tomort
Tomort (čínsky 托木爾提峰, pchin-jin Tuōmù'ěrtí Fēng ; nebo Tomurty) je hora v Ťan-šanu v autonomní oblasti Sin-ťiang v Čínské lidové republice.
Tomort je nadmořskou výškou 4886 metrů nejvyšší vrchol v hřbetu Karlik na vzdáleném východě pohoří Ťan-šan. Zaledněná hora se nachází 72 kilometrů západojihozápadně od města Chami.
Prvovýstup na horu uskutečnila dne 15. srpna 2005 japonsko-čínská expedice, které se zúčastnili Hiroyuki Katsuki a Koichiro Takahashi.